# Бисертская улица
Бисертская улица (приблизительно с 1920-х до 1950-х годов улица 8 Марта, ранее улица Проезжая) — улица в Чкаловском районе Екатеринбурга. Расположена в жилом районе Елизавет, продолжается Елизаветинским шоссе, через которое связывает Елизавет с соседним районом Уктус. Является одним из старейших годонимов на территории Екатеринбурга и основной транспортной магистралью в микрорайоне Елизавет.

## Географическое расположение
Начинается Бисертская улица от соединения с Полевским трактом и через ряд пересечений с иными улицами вливается в Елизаветинское шоссе (в районе Уральского лифтостроительного завода). Улица является исторической частью Елизаветинского тракта, а также главной транспортной магистралью Елизавета. Почти полностью проходит по кварталам жилой застройки.
Общая протяжённость улицы составляет более 2,6 километров. Исторически с учётом позднее выделенных улиц Походной, Лыжников и Елизаветинского шоссе (находящихся между Арамильским и Полевским трактами) длина Елизаветинского тракта достигала почти 6,5 км. Трассировка улицы на всём его протяжении проходит в относительной близости от течения реки Патрушихи (в прошлом Уктус). Нумерация домов идёт в направлении с юга на север.

## История

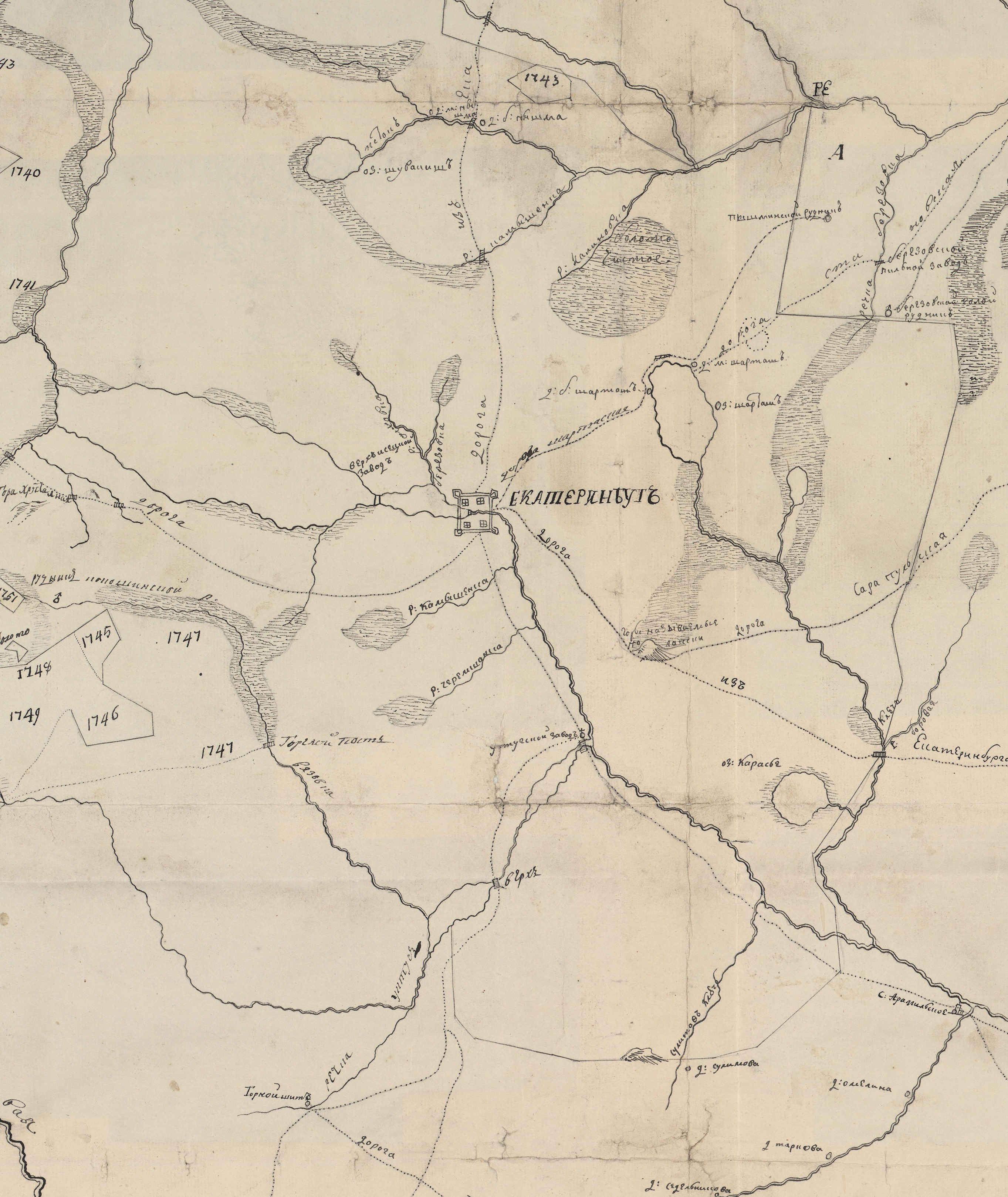
«Описание Екатеринбургского и Исецкого заводов…», составленное в 1754 году Петром Павлуцким. Фрагмент. Maсштaб в 1 дюймe 5 вepст

Елизаветинский тракт (частью которого сейчас является Бисертская улица) возник на месте просёлочной дороги между Арамильской слободой с одной стороны и деревней Иктусова (Фомина, Верхний Уктус, с 1720-х Елизавет) с другой. С севера тракт обходил массив Уктусских гор и к концу XVII века также связывал с Арамильской слободой чуть более поздние русские поселения верховьев реки Патрушихи: деревни Зыкову и Шилову. Деревня Иктусова в 3 двора впервые упоминается в переписи Тобольского уезда, проведённой в 1681—1683 годах Львом Поскочиным (возникновение деревни относят к 1680—1682 годам). В 1695 году перепись тобольских слобод по Исети фиксировала уже существование трёх деревень на р. Уктус (Патрушихе): Фоминой (34 двора), Уктусской (Шилова, 11 дворов) и Зыковой (в начале XVIII века носившей название и Покровской, а позднее после строительства здесь оборонительной крепости названной Горным Щитом).
После ввода в эксплуатацию в деревне Фоминой Верхне-Уктусского завода (1722 г.) Елизаветинский тракт стал выполнять функцию связи заводского поселения с Нижне-Уктусским заводом , а через него с уже строившимся городом-заводом Екатеринбургом, к которому де Генниным также была построена Уктусская дорога, проходившая от современной улицы Чапаева по трассировке южной части ул. Белинского и ул. Щербакова. Этот факт делает Елизаветинское шоссе одним из старейших урбонимов на современной территории Екатеринбурга. Самым ранним картографическим свидетельством существования улицы является план «Описание Екатеринбургского и Исецкого заводов…», составленный в 1754 году Петром Павлуцким. Он полностью показывает трассировку дороги между двумя поселениями.
В более поздний период (с 1877 года) тракт связывал Екатеринбург и Уктус с заимкой Ново-Тихвинского монастыря, в том же году в Елизавете был освящена церковь, а деревня приобрела статус села, продолжением главной улицы которого и стал Елизаветинский тракт.
После строительства железнодорожной ветки Екатеринбург — Челябинск и строительства станции Уктус (1896—1899) транспортное значение Елизаветинского тракта понизилось, ж/д станции появились в ранее связанных с трактом населённых пунктах Шабровский (разъёзд № 75), Полевской, Мраморское, Полдневское, Верхний Уфалей и других.
Часть тракта внутри деревни (с 1877 года села) Елизавет перед Октябрьской революцией именовалась Проезжей улицей. После Октябрьской революции она получила новое название улицы 8 Марта, которое носило до 1950-х годов (новое название Бисертская присутствует уже на плане Свердловска 1958 года).
Одновременно с существованием Елизаветинского тракта из Уктуса в Елизавет такое же название носила часть значительно более протяжённой дороги из Екатеринбурга в Северский завод и Полевской транзитом через Горный Щит. Этот другой Елизаветинский тракт начинался от завершения улицы 8 Марта и шёл приблизительно через трассировку современных улиц Титова и Селькоровской, затем огибал Елизавет с запада, далее нося название Полевского тракта. Но свернув с тракта на восток можно было въехать в село Елизавет с юга через начало современной улицы Бисертской.
Путаница с названиями продолжалась и в советское время, так ещё на изданной в 1947 году Свердловским горисполкомом карте города оба омонима присутствуют одновременно: название Елизаветинского тракта носил тогда также отрезок бывшего Елизаветинского тракта (сейчас это северная часть улицы Титова) между улицами Южной (район Южный) и Рижским переулком (район Вторчермет). Приблизительно во второй половине 1950-х годов «малый» Елизаветинский тракт был переименован в шоссе, возможно это произошло одновременно с переименованием елизаветинской улицы 8 Марта в Бисертскую. В справочнике 1963 года современное название Бисертской улицы уже присутствует, причём не указано старое название улицы как для всех недавно переименованных названий.
Фрагменты карт и планов XIX — начала XX веков, показывающие историческую трассировку Елизаветинского тракта.

## Примечательные объекты и памятники истории

### По нечётной стороне
- № 1 — Завод «Стройпластполимер» с 2 июля 1998, ранее Елизаветинский кирпичный завод (56°44′27″ с. ш. 60°36′23″ в. д.HGЯO) — предприятие, работающие с 1 сентября 1951 года, когда в эксплуатацию была пущена первая очередь завода (первая обжиговая кольцевая печь) для производства небольших партий кирпича. В 1952 году была пущена вторая обжиговая печь. В это время завод имел на балансе два жилых посёлка барачного типа. Рядом с заводом находился глиняный карьер (до наших дней сохранилась лишь его часть).

В 1963 году на заводе введена первая очередь цеха по производству изделий из пластмасс. В 1969 году сдан в эксплуатацию лабораторно-инженерный корпус. В 1979 году начинает реконструироваться кирпичное производство с заменой кольцевой печи на туннель. В 1995 году на заводе было создано совместное российско-германское предприятие по выпуску ковровых покрытий, а в следующем году было освоено производство печатной пленки и линолеума. В апреле 2013 года запущено производство кровельных материалов.
- № 23—29 — жилой микрорайон конца 1980-х — 1990-х годов
- № 71-97 — индивидуальная жилая застройка.
- № 103—141 — два квартала жилой застройки 1940-х — 1980-х годов.
- № 143 — областная спецшкола-интернат № 124.

### По чётной стороне
- № 2-12 — жилой микрорайон бывшего Елизаветинского кирпичного завода.
- № 12А — Храм в честь Всемилостивого Спаса при Александро-Невском Ново-Тихвинском женском монастыре (56°44′33″ с. ш. 60°36′41″ в. д.HGЯO)

Храм был возведён на сельской ферме Ново-Тихвинского женского монастыря и освящён в 1876 году. Автор архитектурного проекта неизвестен. В советское время в здании размещался склад, после передачи его церкви в 1994 году при храме образовался Спасский мужской монастырь. С 2007 года храм с прилежащей территорией принадлежат Ново-Тихвинскому женскому монастырю.
Елизаветинский храм выполнен в «русском» стиле и представляет собой четырёхстолпную одноглавую церковь с четырьмя звонницами по углам; он имеет компактный объём, квадратную конфигурацию в плане и симметричную композицию фасадов. Входы в здание выделены объёмами крытых папертей, из центра восточного фасада выступает полукружие алтарной апсиды. Фасады расчленены гранёными полуколоннами на пять прясел (частей), три центральных из которых завершены килевидными закомарами, крайние участки имеют горизонтальные карнизы. Стены прорезаны двумя ярусами высоких окон, оформлены плоскими нишами, филенками и аркатурными поясками.
Доминантой композиции церкви является центральный купол на высоком гранёном световом барабане, поставленные на углах звонницы увенчаны главками на шатровом основании. Двусветный интерьер церкви расчленён четырьмя массивными столбами с подпружными арками на три нефа.
В алтарной (восточной) части установлены три престола: Параскевы Пятницы, Всемилостивого Спаса и архангела Михаила. Со стороны западного фасада на втором ярусе устроены хоры. В центре храма в пространстве интерьера раскрывается световой барабан купола. Гранитный пол и многоярусный иконостас храма выполнены в конце XX века.
- № 16а-36 — жилой микрорайон застройки 1970-х — 2000-х годов.
- № 82 — 126 — индивидуальная жилая застройка.
- Уральский лифтостроительный завод («Гера», «Спартак»), ул. Бисертская, 132 (56°45′22″ с. ш. 60°37′47″ в. д.HGЯO)

Предприятие занимается выпуском лифтов грузоподъёмностью от 100 до 5000 кг. Оно было образовано в 1903 году компанией «Круковский А. и Ю.» и называлось "Механической фабрикой «Гера», с 1911 года на фабрике был введено в действие и чугунолитейное производство. «Гера» производила железные конструкции, чугунные отливки, земледельческие машины, занималась их ремонтом, механическими и котельными работами.
В 1919—1926 годах предприятие стало именоваться заводом, продолжая носить дореволюционное название «Гера»; в 1926 году получила имя «Спартак» и было передано тресту «Союзэкскавация» Наркомата станкостроения, производя капитальный ремонт гусеничных тракторов и запчастей к ним. Были построены механосборочный цех, кузница, подведена железнодорожная ветка, построено жильё для рабочих.
6 марта 1928 г. заводы «Спартак», «Металлист» и «Машиностроитель» образовали объединение государственных машиностроительных заводов «Металлист».
В 1941 году на завод «Спартак» было эвакуировано оборудование и персонал заводов из города Прилуки Черниговской области, им. Шевченко Запорожской области. В период Великой Отечественной войны «Спартак» стал заводом № 612 Наркомата боеприпасов СССР и начал выпускать снаряды для реактивной артиллерии (для миномётов «Катюша»), осветительные авиабомбы и другие боеприпасы.
В начале 1946 года завод № 612 перешёл в подчинение министерства строительства и дорожного машиностроения, получил название завода «Строймашина». Был начат выпуск машин широкой номенклатуры для заводов строительных материалов и крупнопанельного домостроения: кирпичных, гипсовых и железобетонных изделий. В 1963 году на заводе был начат выпуск грузовых лифтов (в 1964 году выпущено 233 лифта). С 1965 года завод «Строймашина» перешёл в ведение треста «Союзлифтмаш». В мае 1971 года переименован в Свердловский лифтостроительный завод. В 1990 году был достиг объём выпуска в 2283 лифта.
С 1993 года «Уральский лифтостроительный завод». Выпускает лифты общего назначения для промышленных предприятий, магазинов, складов, предприятий общественного питания и других, для подъёма и спуска различных грузов, а также специальные лифты различного назначения. Награждён орденом Трудового Красного Знамени (1945). В 2001 году на заводе было трудоустроено около 350 человек.